# August Arsen Vivoda
August Arsen Vivoda (Veli Mlun kraj Buzeta, 10. ožujka 1917. - Rijavec, 13. ožujka 1943.), antifašist, narodni heroj.

## Biografija
Rođen je 10. ožujka 1917. godine u Velom Mlunu kraj Buzeta u siromašnoj zemljoradničkoj obitelji.
Kako bi izbjegao služenje u talijanskoj fašističkoj vojsci prebjegao je 1936. godine u Jugoslaviju u Sušak.
Sudionik Narodnooslobodilačke borbe je od 1941. godine. Član Komunističke partije Jugoslavije postao je 1941. godine.
U povodu godišnjice smrti Vladimira Iljiča Lenjina 1942. godine zajedno je s Viktorom Lencom izvršio diverziju na skladištu sirovina u sušačkoj Tvornici papira. U partizane je otišao 18. ožujka 1942. godine.
Poginuo je u sukobu s talijanskim fašistima u selu Brkinu 13. ožujka 1943. godine.
Ukazom predsjednika Socijalističke Federativne Republike Jugoslavije Josipa Broza Tita od 26. rujna 1973. godine proglašen je narodnim herojem.

## Vanjske poveznice
- Istarska enciklopedija: Vivoda, August-Arsen